# 葉月 (プロレスラー)
葉月（はづき 、1997年9月29日 - ）は、日本の女性プロレスラー。福岡県福岡市出身。スターダム所属。血液型A型。

## 所属
- スターダム（2014年 - 2019年、2021年 - ）

## 来歴
中学卒業後の2013年10月に入門。レスラーを目指すため自宅でトレーニングばかりをしていた。
2014年
- 6月5日、プロテストで合格[1]。このときは葉月（はづき）名義だった。
- 7月6日、はづき蓮王（はづき れお）[注 1]のリングネームで、新木場1stRING大会にて希望していた同い年のコグマ相手にデビューするが[3][6][7]、腕ひしぎ十字固めを決められ敗れる[8]。
- 7月27日、名古屋大会で世IV虎と初タッグを組み、紫雷イオ&コグマ組と対戦し世IV虎のダイビングセントーンがコグマに決まり勝利[9]。
- 8月10日、後楽園ホール大会にてコグマ、これがデビュー戦となるクリス・ウルフと3WAY、コグマを丸め込んで初の直接勝利[10]。
- 12月17日、新木場1stRING大会にてルーキー・オブ・スターダム2014優勝[11]。

2015年
- 8月の「STARDOM 5★STAR GP」にもエントリーするが、家庭の事情のため離脱[12]。その後、復帰せぬままスターダム所属選手から名前が消えた。

2016年
- 11月11日、スターダム新宿FACE大会における紫雷イオ&岩谷麻優（サンダーロック）vs美闘陽子&宝城カイリ（BY宝）の試合後にイオにより、黒いマントとマスクをつけたはづきに似たマスクウーマンが呼び込まれる。
- 11月20日、スターダム新木場1stRING大会にHZK（はづき）名義で登場。イオとのタッグで岩谷&渡辺桃戦で復帰。試合は終盤に桃が岩谷を裏切った事により勝利。試合後、イオと桃と共に新ユニット「Queen's Quest」を結成。
- 12月9日、スターダム大阪大会で宝城のもつワンダー・オブ・スターダム王座に挑戦するも敗北。
- 12月22日、スターダム後楽園ホール大会でツインデットシスターズのもつNWAベンデッタプロタッグ選手権に桃と組んで挑戦するも敗北。

2017年
- 1月7日 - 大阪・港区民センター大会において、Queen's Questと大江戸隊の間で空位となっていたアーティスト・オブ・スターダム王座を争いこれに勝利。自身初のベルト戴冠となる。

2018年
- 4月17日 - 4月15日に行われたチーム編成ドラフトにおいて大江戸隊所属に。リングネームをHZKから葉月に変更。
- 12月24日 - 後楽園大会にてマリー・アパッチェに勝利しハイスピード王座を奪取。

2019年
- 1月6日、大阪世界館大会の対スターライト・キッド戦にてハイスピード王座1度目の防衛に成功。
- 2月17日、後楽園大会の対AZM戦にてハイスピード王座2度目の防衛に成功。
- 3月9日、新木場1stRING大会で小波・AZMとの3way戦にてハイスピード王座3度目の防衛に成功。
- 3月28日、後楽園ホール大会の対ザイヤ・ブルックサイド戦にてハイスピード王座4度目の防衛に成功。
- 4月5日、ニューヨーク市クイーンズ区NYCアリーナ大会、対ダスト戦にてハイスピード王座5度目の防衛に成功。
- 5月5日、新木場1stRING大会の対スターライト・キッド戦にてハイスピード王座6度目の防衛に成功。
- 5月25日、大阪世界館大会の対DEATH山さん。戦にてハイスピード王座7度目の防衛に成功。
- 6月9日、札幌マルスジム大会の対鹿島沙希戦にてハイスピード王座8度目の防衛に成功。
- 11月24日の新木場大会において、年内最終戦となる12月24日の後楽園ホール大会をもって引退することを発表[13]。
- 12月24日、刀羅ナツコとのシングルマッチにて敗戦。引退セレモニーにて『こういう不本意な引退はしたくなかったし、すると思ってなかった。スターダムのことは大嫌いだけど、大江戸隊の仲間のことは大好き。』と、明確な理由は話していないが、会社側と何らかのトラブルがあったことを示唆する発言を行う[14]。

2021年
- 5月23日、木村花の一周忌にあたるこの日に後楽園ホールで開催された『木村花メモリアル「またね」』で1日限定でリング復帰した[15]。
- 8月29日、東京・ベルサール汐留[16] で開催された、スターダム汐留大会に1年8か月ぶりに来場した[17]。
- 10月9日、大阪城ホールで開催された興行でコグマとのシングルマッチで復帰。垂直落下式ブレーンバスターで勝利[18]。試合後、タッグリーグGODDESSES OF STARDOMにコグマとのタッグでエントリーすることを表明。タッグ名は両者の出身地から「Fukuoka W Crazy（FWC）」となった[19]。
- 11月4日、後楽園大会での試合後に団体内の本隊ユニットSTARSに加入[20][21]。
- 11月14日、後楽園でのゴッデスオブスターダム決勝戦で渡辺桃＆AZM組を下してリーグ戦優勝を果たす[22]。

2022年
- 1月9日、後楽園でのゴッデス・オブ・スターダム王座戦で、王者のジュリア&朱里組に勝利し、ゴッデス王座を戴冠した。
- 3月26日、両国国技館大会でBLACK DESIRE（渡辺桃、スターライト・キッド）組に敗れ、ゴッデス王座を失う。
- 5月5日、BLACK DESIREとゴッデス王座を賭けて地元福岡国際センターで再戦。葉・月ストラルでフォール勝ちし、ゴッデス王座を奪い返した[23]。
- 7月30日より開催された、5★STAR GP 2022に3年ぶりにエントリー。開幕戦を勝利するとそこから波に乗って7連勝を記録。一時は勝ち点1位となるが[24]、上谷沙弥に敗れて以降は一転して5連敗を喫し、決勝進出を逃した[25]。
- 10月23日、自身がコーチを務めたフワちゃんのプロレスデビュー戦にタッグパートナーとして登場[26][27]。また、同日から始まったGODDESSES OF STARDOM 2022に前回大会優勝組としてエントリー。最終日まで優勝の可能性を残すも、勝ち点1差で決勝進出を逃した[28]。

## 人物
- 目標とする選手はケリー・ケリーと花月。ケリーとは2025年4月のアメリカ遠征中に初対面を果たした[29]。
- STARS では向後桃の教育係を務めている。

## 得意技

### フィニッシュ・ホールド
垂直落下式ブレーンバスター
現在のメイン・フィニッシャー。
葉・月ストラル
ダイビングセントーン
隕石

### 打撃技
顔面ウォッシュ
コード・ブレイカー
コーナーに座らせた相手の両足をロープに引っ掛け、急角度で落とすように見舞っていく。

### 投げ技
スイングDDT
みちのくドライバーII
スタイルズ・クラッシュ

### 絞め技
スリーパーホールド
世IV虎の欠場・引退以降、引き継ぐように上記の技を多用し始める。

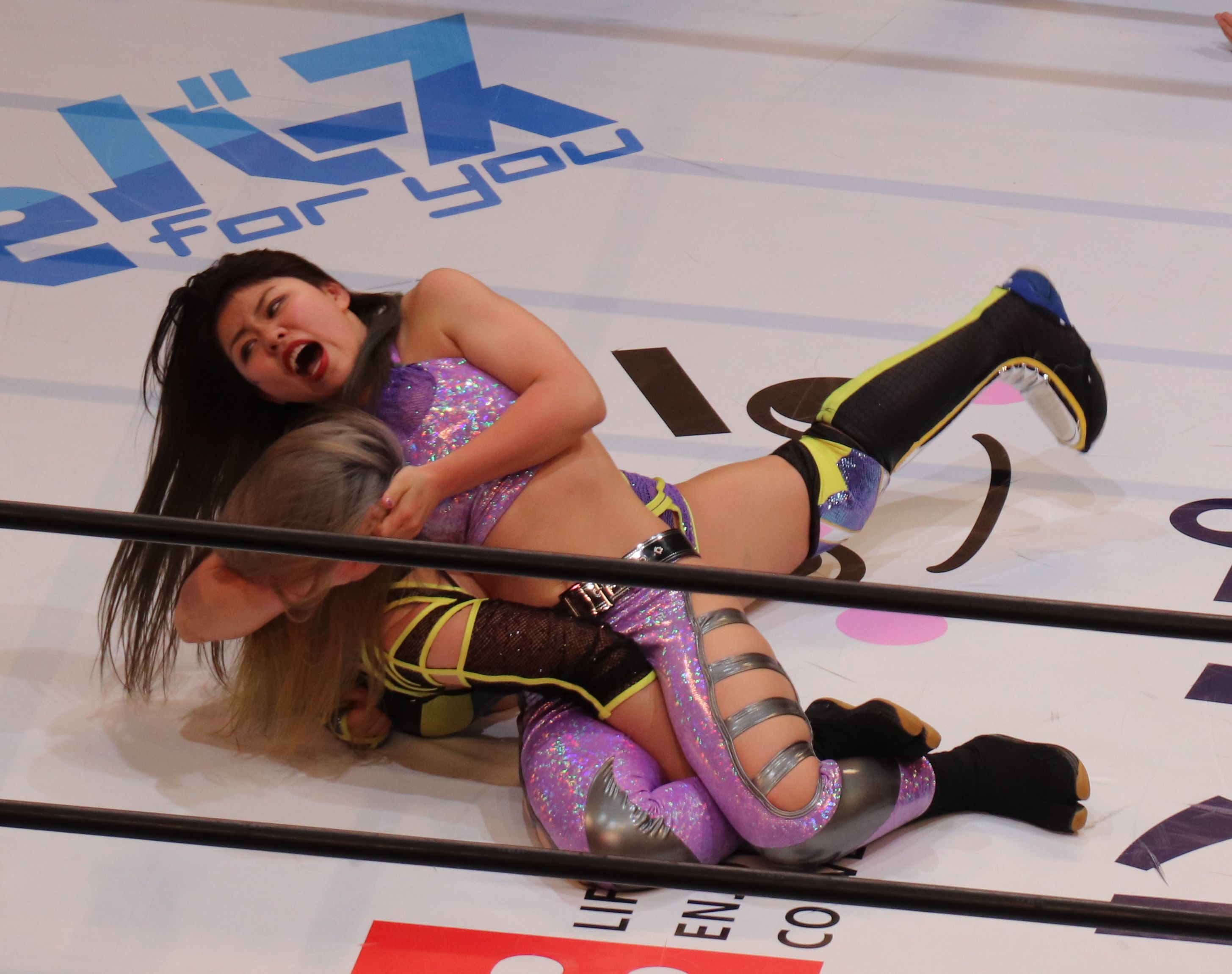
クロスフェイス

### 飛び技
シューティング・スター・プレス
スワンダイブ式ミサイルキック
どすこい
コーナートップで直立後、空中で相撲の四股のような蟹股の体勢になり、そのまま落下するヒップ・ドロップ。アトミック・ボムズアウェイの名称で使用されたこともあるが、本来のアトミック・ボムズアウェイはダイビング・フットスタンプである。

### フォール技
ダイヤル固め

## タイトル歴
スターダム
- 第16代ハイスピード王座
- 第22代、第24代、第32代ゴッデス・オブ・スターダム王座
  - パートナーはコグマ（FWC）
- アーティスト・オブ・スターダム王座（第11代・with紫雷イオ&渡辺桃→第12代・with紫雷イオ&AZM→第16代・with紫雷イオ&バイパー）
- ルーキー・オブ・スターダム 優勝（2014年）
- GODDESSES OF STARDOM 優勝（2021年）
  - パートナーはコグマ（FWC）

スパーク女子プロレス
- 第5代スパーク女子ワールド王座

OZアカデミー
- 第40代OZアカデミー認定タッグ王座
  - パートナーはコグマ（FWC）

プロレスリング・イラストレーテッド
- 2022年 PWI Women's 150 - 101位[30]
- 2022年 PWI Tag Team 100 - 5位

パートナーはコグマ（FWC）
- 2024年 PWI Women's 250 - 192位[32]

## 入場テーマ曲
- 氣志團「喧嘩上等」[4]
- Dillon Francis & DJ Snaket 「Get Low」
- WILD A WAY
- HOLY SHiT / DJ-Shu
- 和hat's Right!!（現在使用中の入場テーマ）